# Cesar Koan
Cesar Koan (孝安天皇 "Koan-tenno"), znan tudi kot "Jamatotarašihikokuniošihito no Mikoto (観松彦香殖稲天皇)" je bil šesti japonski cesar v skladu s tradicionalnim nasledstvom. Njegovemu življenju ne moremo s sigurnostjo pripisati datumov, po dogovoru je vladal med leti 392 in 291 pr. n. št. na prehodu med Obdobjem Džomon in Obdobjem Jajoj.

## Legenda
Sodobni strokovnjaki so postavili pod vprašaj obstoj vsaj prvih devetih cesarjev; Koanov potomec cesar Sudžin je prvi, za katerega sklepajo, da je dejansko obstajal. Ime Koan-tenno mu je bilo dodeljeno posmrtno v času cesarja Kanmuja. Zgodovinarji ga obravnavajo kot "legendarno osebnost", saj so podatki o njegovem življenju redki in pogosto nezanesljivi. Šele vladavini cesarja Kinmeja v 6. stoletju lahko pripišemo preverljive datume, imena in časi vladanja zgodnjih cesarjev so bili potrjeni kot tradicionalni v času cesarja Kanmuja, 50. vladarja dinastije Jamato. V Kodžikiju in Nihon Šokiju sta zabeležena samo njegovo ime in rodoslovje. Bil naj bi drugi sin cesarja Košoja in princese Josotaraši, hčerke Okicujosa in prednice Ovarijev.
Trenutno ima kljub pomanjkanju dokazov o obstoju lastno cesarsko posvečeno svetišče (misasagi) z mavzolejem v Tamadeju pri Goseju, imenovano Tamate no oka no e no misasagi. Uvrščajo ga kot petega med osmimi nedokumentiranimi cesarji (欠史八代 "Kešši-hačidaj"), za katere ne poznamo legend, povezanih z njihovimi življenji.
Džien je dokumentiral, da je vladal iz palače Akicušima-no-mija pri Muroju, del kasnejše province Jamato. Njegovo posmrtno ime pomeni "nabožni mir". Ni dvoma, da je ime kitajsko po obliki in budistično po implikaciji, kar nakazuje, da je bilo pridano stoletja kasneje, v času, ko so bile v Kodžiki zapisane legende o dinastiji Jamato.